# 駐日アルゼンチン大使館

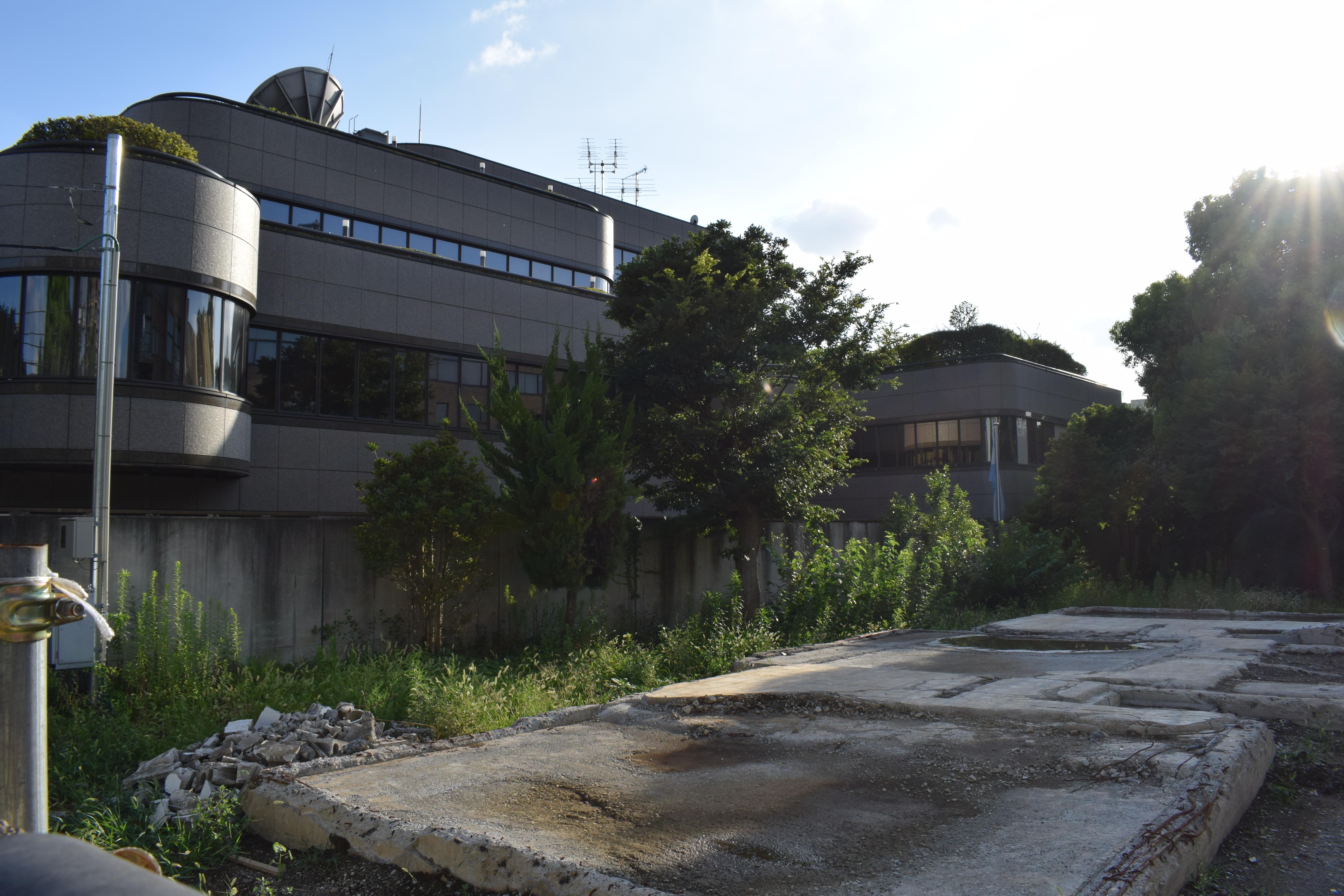
空き地から撮影した駐日アルゼンチン大使館の外観（2018年）

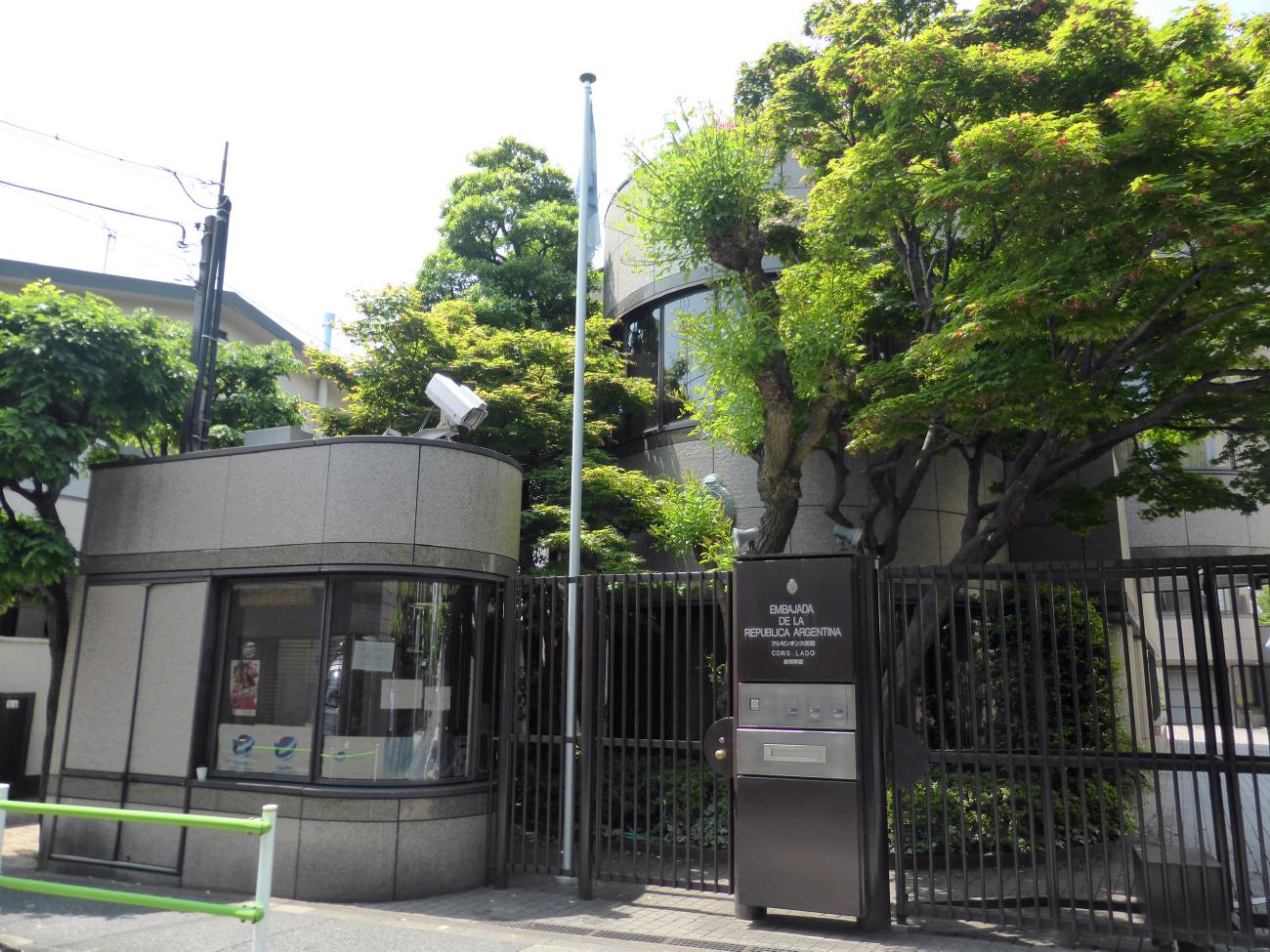
アルゼンチン大使館正門警備所

駐日アルゼンチン大使館（スペイン語: Embajada de Argentina en Japón、英語: Embassy of Argentina in Japan）は、アルゼンチンが日本の首都東京に設置している大使館である。
遅くとも2002年8月頃まで、同じ建物に在東京アルゼンチン総領事館（スペイン語: Consulado General de Argentina en Tokio、英語: Consulate-General of Argentina in Tokyo）が入居していたが、現在は大使館のみが入居している。

## 所在地
| 日本語     | 〒106-0046 東京都港区元麻布2-14-14             |
| スペイン語 | 2-14-14, Moto-Azabu, Minato-ku, Tokio 106-0046 |
| 英語       | 2-14-14, Moto-Azabu, Minato-ku, Tokyo 106-0046 |
| アクセス   | 東京メトロ日比谷線広尾駅1番出口                |

## 大使
2023年10月4日より、ルベン・エドゥアルド・ミゲル・テンポーネが特命全権大使を務めている。